# Melksap

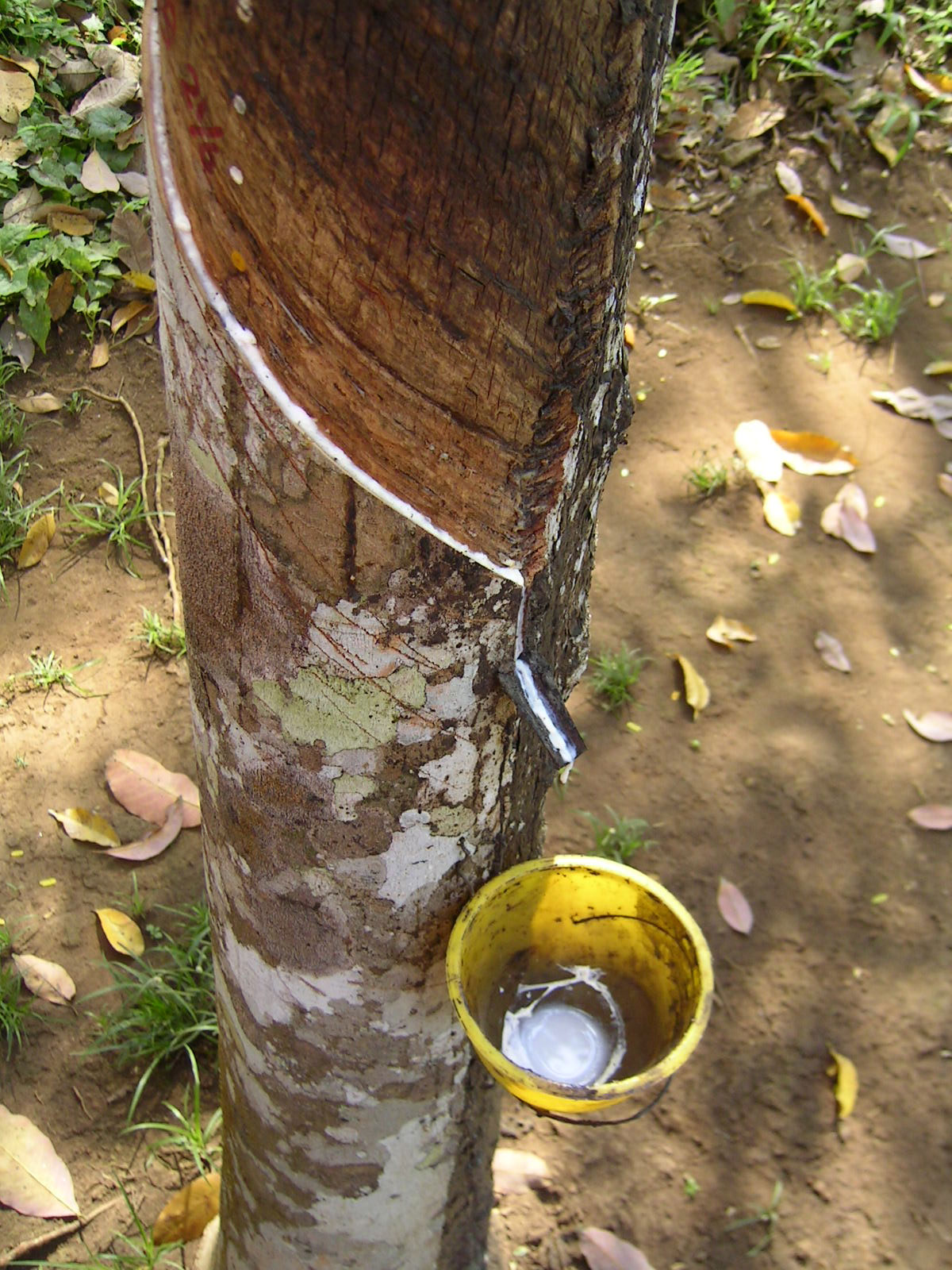
De extractie van melksap uit een rubberboom

Melksap is een door sommige planten geproduceerd melkachtig vocht. Het sap wordt geproduceerd en getransporteerd in gespecialiseerde melksapkanalen in de plant.
Van het ingedroogde sap van de papaver wordt opium gemaakt. Het sap van de rubberboom wordt gebruikt voor het maken van rubber.

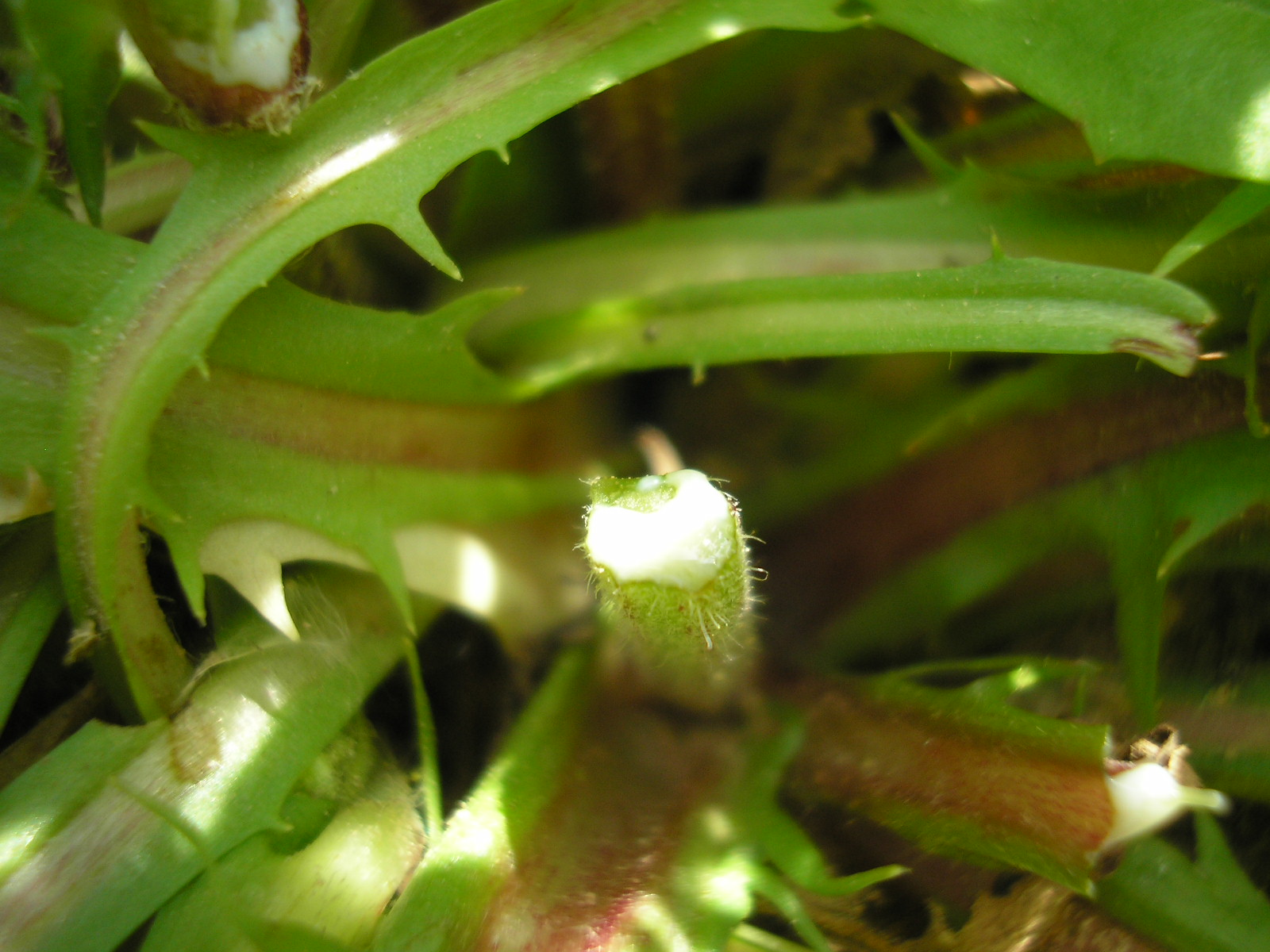
Melksap van smal streepzaad